# Centre européen d'essais ferroviaires
Pour les articles homonymes, voir CEEF.
Ne doit pas être confondu avec Centre d'essais ferroviaires.

Le Centre européen d’essais ferroviaires (CEEF) était un avant-projet de centre d'essais des matériels ferrés, trains et tramways, qui aurait pu être installé près d'Aulnoye-Aymeries dans le Nord.
Il était porté par l'Institut de recherche technologique Railenium.
La réalisation de l’ensemble des infrastructures du CEEF représentait un coût total d'environ 180 M€ HT auxquels s'ajoutaient 11 M€ HT pour le financement du matériel roulant.
Les perspectives de retombées à court terme sur l’emploi étaient :
- En phase de construction (2 ans), 320 emplois directs et 120 emplois indirects par an.
- Puis en phase d’activité : 25 emplois directs, 15 emplois indirects et 10 emplois induits.

## Caractéristiques
L'avant-projet de centre d'essai comportait deux boucles principales :
- un anneau ferroviaire de 5,9 km, situé sur les communes de Bachant, Écuélin, Saint-Remy-Chaussée et Monceau-Saint-Waast.
- un anneau urbain (tramway) mesurant 1,5 km qui s’inscrivait à l’intérieur de l’anneau ferroviaire.

L'avant-projet d'anneau ferroviaire comportait deux types de courbes (585 m, 1060 m), un alignement droit de 1,05 km à double voie et un linéaire varié alternant les sections en remblai et en déblai. Le raccordement depuis le triage d'Aulnoye-Aymeries aurait pu utiliser la plate-forme de l’ancienne voie ferrée reliant Aulnoye-Aymeries à Pont-sur-Sambre, fermée depuis 1948, avant de se connecter aux anneaux d’essais.
Le bâtiment principal du CEEF aurait pu être l'ancienne halle du triage d'Aulnoye-Aymeries, restaurée si son diagnostic avait été favorable.
Les travaux de construction du centre devaient avoir lieu en 2016-18, pour une mise en service à partir de 2018.

## Calendrier du projet
- 2010 - 2013 : études préliminaires
- 3 juillet 2013 : nomination d'un garant de la concertation publique par la Commission nationale du débat public (CNDP)
- 3 octobre au 2 décembre 2013 : concertation publique à la suite d'une demande de deux communes auprès de la Commission Nationale du Débat Public
- 2014 - 2015 : mise en sommeil du dossier
- 11 décembre 2015 : sur la radio locale CANAL FM, le président sortant du conseil régional Nord-Pas-de-Calais, Daniel Percheron, affirme que la SNCF a jeté l'éponge : « la SNCF nous laisse tomber, ni plus, ni moins »…
- 21 mai 2017 : un article de La Voix du Nord annonce l'abandon définitif de ce projet qui ne collait pas aux besoins d'essais. "Elle n'aurait eu que 10 % de charge."

## Les partenaires du projet
L'État, la région Nord-Pas de Calais, i-TRANS, IRT RAILENIUM, RFF.